# Tên lửa đạn đạo liên lục địa

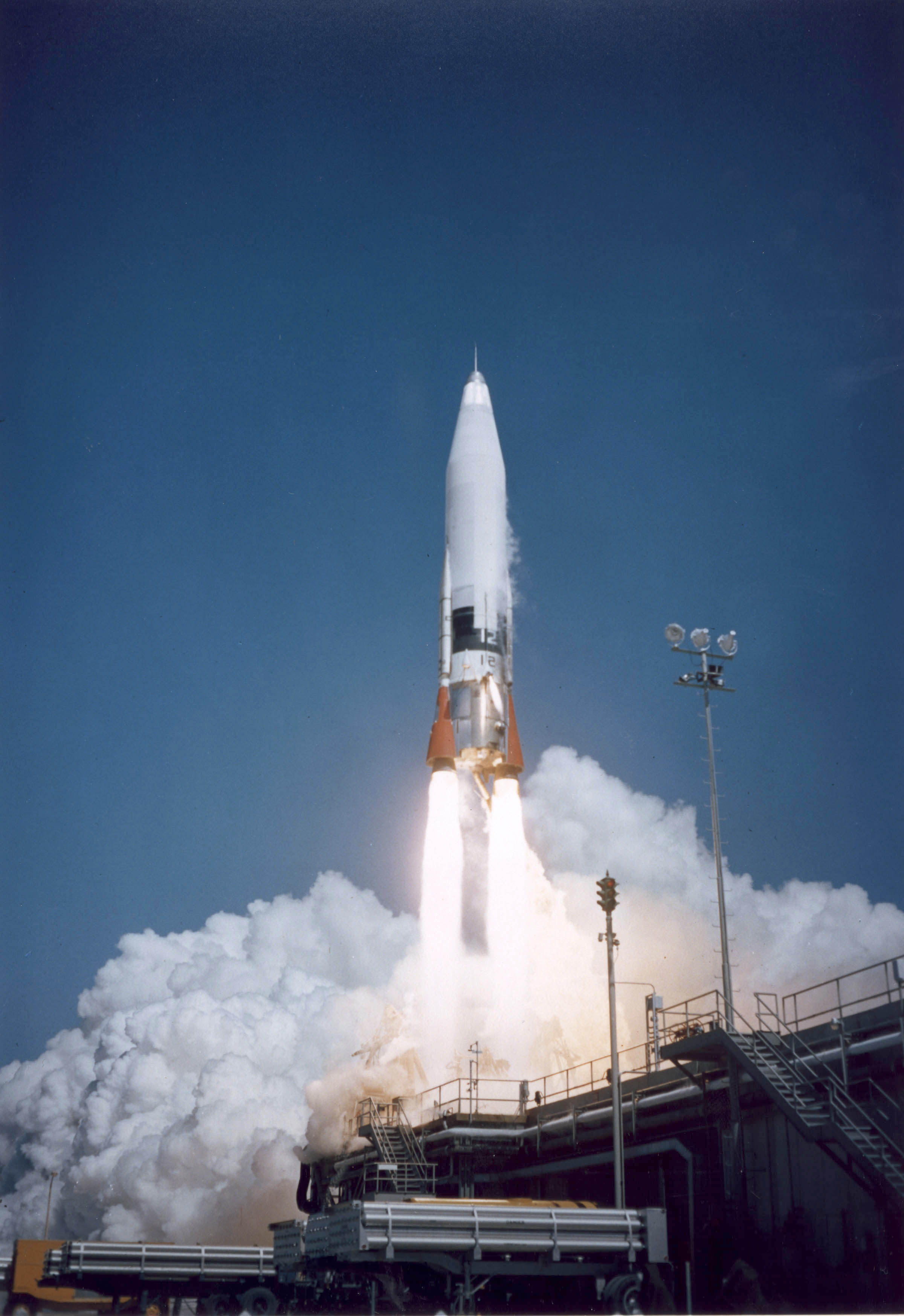
Tên lửa liên lục địa Hoa Kỳ Atlas-A

Tên lửa liên lục địa, tên lửa xuyên lục địa, tên lửa vượt đại dương, còn được biết đến với ký tự tắt ICBM (viết tắt của intercontinental ballistic missile) là tên lửa đạn đạo có tầm bắn xa (hơn 5.500 km), được chế tạo để mang một hoặc nhiều đầu đạn hạt nhân cùng một lúc. Do khả năng bắn xa và năng lực chứa nhiều đầu đạn hạt nhân,tên lửa liên lục địa đặt trên tàu ngầm và căn cứ mặt đất là những lực lượng mang tính hủy diệt nhất nếu xảy ra chiến tranh hạt nhân toàn diện. Một lực lượng khác mang tầm quan trọng tương đương là các máy bay ném bom mang bom hạt nhân. Khác biệt với tên lửa đạn đạo chiến thuật (dưới 300 km), tên lửa đạn đạo tầm ngắn (dưới 1.000 km) và tầm trung (dưới 5.000 km), tên lửa liên lục địa có tốc độ lớn hơn và tầm bắn xa hơn rất nhiều.
Trong năm quốc gia thành viên thường trực của Hội đồng Bảo an Liên Hợp Quốc, Hoa Kỳ, Nga và Trung Quốc đã phát triển thành công tên lửa liên lục địa. Anh và Pháp có các tên lửa tầm trung và chủ yếu được phóng từ tàu ngầm.
Ấn Độ và Pakistan đều có tên lửa tầm trung và đang phát triển tên lửa liên lục địa. Bắc Triều đang phát triển tên lửa liên lục địa, vụ thử tên lửa gần đây năm 2017 của nước này đã thành công thật sự.
Năm 1991, Hoa Kỳ và Nga ký Hiệp ước START I, cắt giảm số lượng tên lửa này cùng đầu đạn hạt nhân.

## Giới thiệu

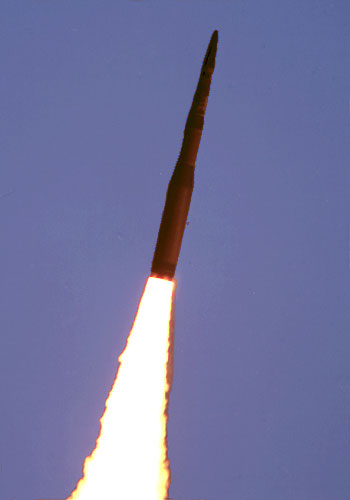
Minuteman II ICBM thế hệ số 2

Trong khi các tên lửa liên lục địa thế hệ thứ nhất có các động cơ tên lửa mang nhiên liệu lỏng và một phần cryogen, được thay thế dần sang nhiên liệu rắn. Động cơ tên lửa nhiên liệu rắn có hiệu quả thấp hơn, tuy nhiên dễ sử dụng và thời gian phản ứng ngắn hơn – tránh được việc nạp lại nhiên liệu.
Tên lửa liên lục địa hiện nay có tầng đẩy cuối cùng là động cơ tên lửa nhiên liệu lỏng, tuy nhiên có thể điều chỉnh được. Những tầng tên lửa này có khả năng trữ, nghĩa là nhiên liệu bên trong vẫn giữ được những đặc tính hóa học của mình qua nhiều năm.

## Các giai đoạn bay của tên lửa
Các giai đoạn bay của tên lửa liên lục địa:
- Giai đoạn tăng tốc: từ 3 đến 5 phút sau khi rời bệ phóng (tên lửa dùng nhiên liệu rắn kết thúc giai đoạn này sớm hơn loại dùng nhiên liệu lỏng), tầm cao đạt được cuối giai đoạn này là 150 đến 400 km tùy thuộc vào quỹ đạo được lựa chọn, tốc độ đạt được khoảng 7 km/giây
- Giai đoạn giữa: bay khoảng 25 phút bay theo quỹ đạo đường elip trên tầng khí quyển của Trái Đất, độ cao lớn nhất đạt được lên đến 1200 km
- Giai đoạn trở lại tầng khí quyển: bắt đầu khi khoảng cách với bề mặt Trái Đất khoảng 100 km, kéo dài khoảng 2 phút, tiếp cận mục tiêu với tốc độ 4 km/giây, những tên lửa thế hệ đầu chỉ đạt dưới 1 km/giây.

## Lịch sử phát triển
Ý tưởng về tên lửa liên lục địa manh nha trong dự án A9/10 của Đức do nhà khoa học Wernher von Braun đề xuất nhưng không bao giờ được phát triển. Von Braun cũng là người thiết kế tên lửa V-2 của nước Đức quốc xã, tiền thân của tên lửa đạn đạo tầm trung sau này. V-2 là tên lửa sử dụng nhiên liệu lỏng và hệ thống dẫn đường theo quán tính, được phóng từ các bệ phóng di động để tránh không quân phe Đồng minh tấn công.
Sau Thế chiến thứ hai, von Braun cùng nhiều nhà khoa học của Đức khác được bí mật đưa sang Hoa Kỳ và làm việc cho quân đội Mỹ trong chương trình cải tiến tên lửa V-2 thành các tên lửa tầm trung Redstone và Jupiter. Nhờ các hiệp ước liên minh quân sự, Hoa Kỳ có thể bố trí tên lửa tầm trung ở các quốc gia lân cận Liên Xô, đặt lãnh thổ Liên Xô trong tầm bắn của các vũ khí hạt nhân.
Chương trình phát triển tên lửa liên lục địa của Liên Xô được khởi xướng từ trước Thế chiến thứ hai, tuy vậy, đến những năm 1950, Liên Xô vẫn chưa phát triển thành công. Dưới sự chỉ đạo của tổng công trình sư Sergei Korolev, chương trình này được đẩy mạnh. Korolev có các bộ phận của tên lửa V-2 nhưng ông nhận thấy thiết kế của V2 không đáp ứng yêu cầu của loại tên lửa mới. Ông đã phát triển cấu trúc mới và tên lửa R-7 ra đời, được thử nghiệm tháng 8 năm 1957. Ngày 04 tháng 10 năm 1957, tên lửa này đưa vệ tinh đầu tiên - Sputnik 1, lên quỹ đạo không gian, mở ra kỷ nguyên chinh phục khoảng không vũ trụ của loài người.
Nước Anh xây dựng tên lửa liên lục địa Blue Streak nhưng không bao giờ đưa vào sử dụng bởi khó khăn trong việc chọn căn cứ phóng cách xa các khu dân cư.
Ở Mỹ, cạnh tranh giữa các lực lượng vũ trang thời kỳ này đồng nghĩa với sự phát triển các chương trình tên lửa liên lục địa riêng biệt, làm chậm tiến trình đáng kể. Tên lửa liên lục địa đầu tiên của Mỹ mang tên Atlas ra đời năm 1959. Dù được phát triển sau R-7 hai năm nhưng Atlas vẫn gặp nhược điểm tương tự của R-7 là cần có bệ phóng và các thiết bị hỗ trợ cồng kềnh, điều này làm nó dễ bị phát hiện và tấn công. Mặt khác nhiên liệu lỏng phải được nạp vào tên lửa trước khi bắn, nên càng tốn thời gian và tăng nguy cơ bị tấn công. Các tên lửa liên lục địa đầu tiên chính là các tên lửa vũ trụ. Ví dụ: Atlas, Redtone, Titan, R-7 và Proton là các dự án tên lửa lên lục địa nhưng sau đó chuyển hướng phát triển thành tên lửa vũ trụ. Dưới sự điều hành của Bộ trưởng Quốc phòng Hoa Kỳ Robert McNamara, các lên lửa liên lục địa sử dụng nhiên liệu rắn LGM-30 Minuteman (phóng từ căn cứ đất liền), Polaris (phóng từ tàu ngầm) và Skybolt (phóng từ máy bay) bắt đầu được phát triển. Ngày nay, tên lửa liên lục địa có kích trước nhỏ hơn trước (nhờ tăng tính chính xác, đầu đạn nhỏ, nhẹ hơn), đều sử dụng nhiên liệu rắn và có thể bắn từ bệ phóng đơn giản hơn.

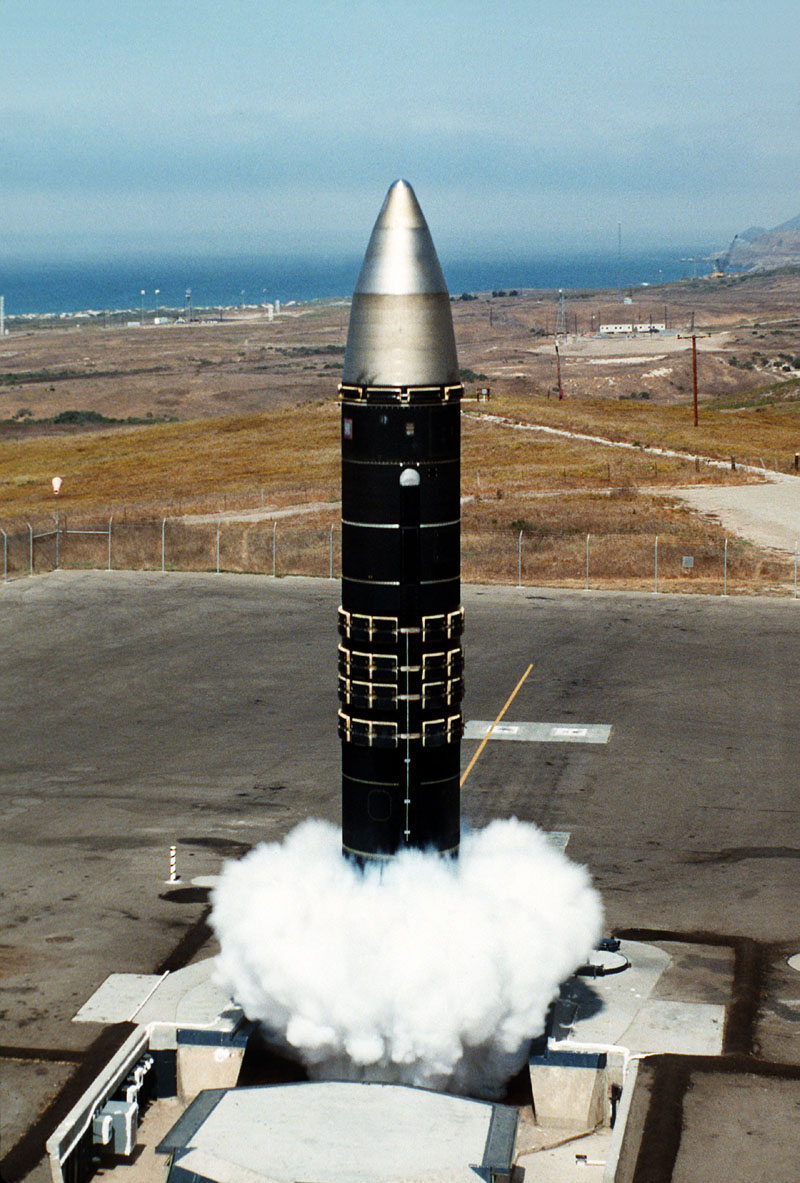
Peacekeeper ICBM thế hệ số 3

Theo học thuyết chiến lược về Hủy diệt song phương, việc huy động tên lửa liên lục địa sẽ dẫn đến cuộc chiến tranh hạt nhân toàn diện mà cả hai bên tấn công và phòng thủ (rồi phản công) đều bị hủy diệt.
Những năm 1970, việc phát triển các hệ thống phòng thủ chống tên lửa của Hoa Kỳ và Liên Xô đều bị hạn chế bởi thỏa ước nhằm duy trì tính đe dọa của các hệ thống tên lửa liên lục địa. Tổng thống Ronald Reagan phát động các chương trình Phòng thủ Chiến lược chủ động, Tên lửa liên lục địa MX và Midgetman. Động thái này dẫn đến các cuộc đàm phán trong khuôn khổ Hiệp ước giải trừ vũ khí chiến lược.
Những quốc gia đang ở trong giai đoạn phát triển tên lửa liên lục địa đều dùng nhiên liệu lỏng bởi tính đơn giản.

## Tên lửa liên lục địa ở các nước

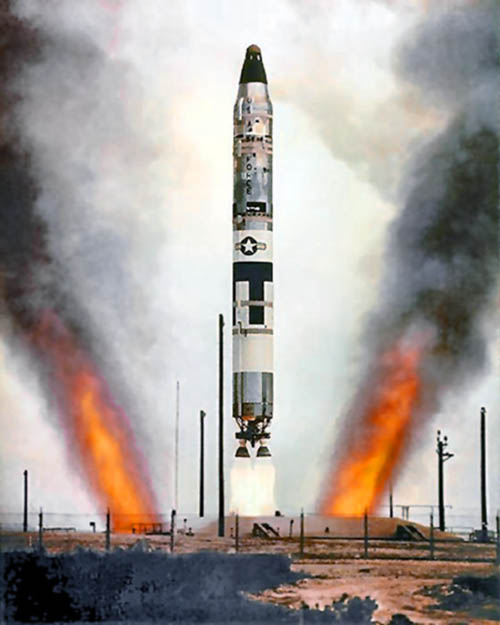
Phóng tên lửa liên lục địa Hoa Kỳ kiểu Titan

(Chữ nghiêng = đang sử dụng, còn lại là lỗi thời, hay đang phát triển)
Vương quốc Anh:
- Phóng từ tàu ngầm
  - Polaris (Tên lửa đạn đạo phóng từ tàu ngầm) (Tên lửa Hoa Kỳ với sự chỉnh sửa của Anh)
  - Trident (Tên lửa đạn đạo phóng từ tàu ngầm) II (Tên lửa Hoa Kỳ với sự chỉnh sửa của Anh)

Ấn Độ:
- Mặt đất
  - Agni V

CHDCND Triều Tiên:
- Mặt đất
  - No-dong-B (sử dụng tạm thời)
  - Taepodong X
  - Taepodong-1
  - Taepodong-2
  - NKSL-1 (Taepodong-1 với 3 tầng, có thể mang vệ tinh lên quỹ đạo, sử dụng tạm thời)
  - NKSL-X-2 (Taepodong-2 với 3 tầng, có thể mang vệ tinh lên quỹ đạo, sử dụng tạm thời)

Hoa Kỳ:
- Mặt đất 
  - CGM-16 Atlas
  - HGM-25A Titan I
  - LGM-25C Titan II
  - LGM-30A/B Minuteman I
  - LGM-30F Minuteman II
  - LGM-30G Minuteman III
  - LGM-118 Peacekeeper
  - MGM-134 Midgetman ICBM nhỏ (không còn dùng)
- Phóng từ tàu ngầm 
  - UGM-27A Polaris A-1
  - UGM-27B Polaris A-2
  - UGM-27C Polaris A-3
  - UGM-73 Poseidon C-3
  - UGM-93 Trident I C-4
  - UGM-133 Trident II D-5

Liên Xô / Nga:
- Mặt đất (Sử dụng của Xô Viết. Tên ký hiệu của Cục phòng vệ, Nato trong ngoặc).
  - R-7 (SS-6, Dác gỗ)
  - R-9 (SS-8, Sasin)
  - GR-1 (SS-10 Tên khẳng khiu, không còn dùng)
  - R-16 (SS-7 Thợ yên cương)
  - R-26 (SS-8 Sasin, Verwechslung mit R-9, không còn dùng)
  - R-36 (SS-9 Dốc đứng)
  - R-36-O (SS-9 FOBS, R-36)
  - R-36M "Voivode" (SS-18 Ma vương) (các phiên bản khác nhau)
  - UR-100 (SS-11 Sego)
  - UR-100MR „Sotka" (SS-17 Ngựa tốc hành)
  - UR-100N (SS-19 Dao găm nhỏ)
  - UR-200 (SS-X-10 Tên khẳng khiu, Verwechslung mit GR-1, không còn dùng)
  - UR-500 "Proton" (không còn dùng)
  - RT-1 (Nato không có tên, không còn dùng)
  - RT-2 (SS-13 Người hoang dã)
  - RT-20P (SS-15 Tên bần tiện)
  - RT-21 "Temp-2S" (SS-16 Tội phạm)
  - RT-2PM "Topol" (SS-25 Cái liềm)
  - RT-2UTTH "Topol-M" (SS-27), thử nghiệm thành công về khả năng di động vào 24 tháng 12 năm 2004 ở Plesezk
  - RT-23 "Molodets" (SS-24 Dao mổ)
  - RSS-40 "Kuryer" (Nato-Code SS-X-26 là lỗi thời, dự án đã bị ngưng)
- Phóng từ tàu ngầm
  - SS-N-4 Sark R-13
  - SS-N-6 "Người Serbia" R-27
  - Volna (Tên lửa) bzw. R-29 SS-N-18 Ong châm
  - SS-N-20 Cá tầm R-39 (Tên lửa)
  - SS-N-30 Bulava
  - RS-28 Sarmat

Pakistan:
- Mặt đất
  - Tipu (đang thử hay lầm với tên lửa khác)

Pháp:
- Phóng từ tàu ngầm
  - M-45
  - M-5 (dự án)
  - M 51

Trung Quốc
- Mặt đất
  - DF-3 (Dự án đã bị ngưng)
  - DF-5 (tên sử dụng khác CSS-4)
  - DF-6 (Dự án đã bị ngưng)
  - DF-22 (tên sử dụng khác DF-14, dự án đã bị ngưng)
  - DF-31 (tên sử dụng khác CSS-X-9 hay CSS-9, đang được đưa vào sử dụng)
  - DF-41 (tên sử dụng khác CSS-X-10, được đưa vào sử dụng vào 2010)

### Giải trừ quân bị
- Hiệp ước ABM
- Hiệp ước START